# Barrage de Zipingpu
Le barrage de Zipingpu est un barrage en Chine, dans la province du Sichuan sur le Min, dans le bassin versant du Yangzi Jiang. Il est associé à une centrale hydroélectrique de 760 MW.